# پیمان ۱۹۳۶ مصر-انگلیس
پیمان ۱۹۳۶ مصر-انگلیس (انگلیسی: Anglo-Egyptian treaty of 1936) پیمانی است که در تاریخ ۲۶ اوت ۱۹۳۶ بین بریتانیا و مصر در لندن به امضا رسید. این پیمان‌نامه پس از وفات احمد فؤاد و جانشینی ملک فاروق یکم امضا شد. تمامی احزاب مصری به جز حزب ملی که شعارش (گفتگو نه الا بعد خروج سربازان) بود حضور داشتند. گفتگوها در قاهره در قصر زعفران در ۲ مارس آغاز شد و با امضای تفاهم‌نامه در ۲۶ اوت ۱۹۳۶ در لندن پایان رسید.

## بندهای تفاهم‌نامه
1. انتقال نیروهای بریتانیا از شهرهای مصر به کانال سوئز و ابقای بدون قید و شرط نظامیان انگلیس در سودان انگلیسی.
2. کاهش و محدود بودن سربازان انگلیس به عدد کم‌تر از ۱۰ هزار سرباز و ۴۰۰ خلبان با کارمندان عادی مورد نیاز برای اعمال اداری و فنی در هنگام صلح.
3. نیروهای انگلیس به مناطق جدید منتقل نشود به جز اینکه اگر مصر در جای جدیدی شهرک سازی کرد حضور نظامی بریتانیا برای ایجاد نظم بلامانع است.
4. باقی ماندن نیروهای بریتانیا در اسکندریه به مدت ۸ سال پس از آغاز به کار پیمان‌نامه.
5. باقی ماندن نیروهای هوائی انگلیس در پایگاه‌هایشان در منطقه کانال سوئز و حق پرواز بر فراز آسمان مصر و مساوی با حق پرواز مصریان.
6. در حالت جنگ دولت مصر موظف است که تمامی تسهیلات و همکاری‌های لازم را با نیروهای بریتانیایی ارائه دهد و بریتانیا حق استفاده از بندرگاه، فرودگاه‌ها و راه‌های ارتباطی را دارد.
7. پس از گذشت ۲۰ سال از اجرای پیمان‌نامه، دو طرف در مورد ابقای نیروهای بریتانیایی گفتگو می‌کنند و در صورت اختلاف نظر پیشنهاد جامعه ملل اجرایی می‌شود.
8. حق مصر در درخواست لغو امتیازات بیگانه.
9. لغو تمامی قراردادها و تفاهم‌نامه‌ها مخالف با این پیمان‌نامه از جمله بیانیهٔ ۲۸ فوریه.
10. حضور نظامی مصر و بریتانیا در سودان انگلیسی.
11. مصر آزاد است که با دیگر کشورها در صورت عدم مخالفت با این تفاهم‌نامه قرارداد امضا کند.
12. تبادل سفیران بین مصر و بریتانیای کبیر.